# Antimacasar

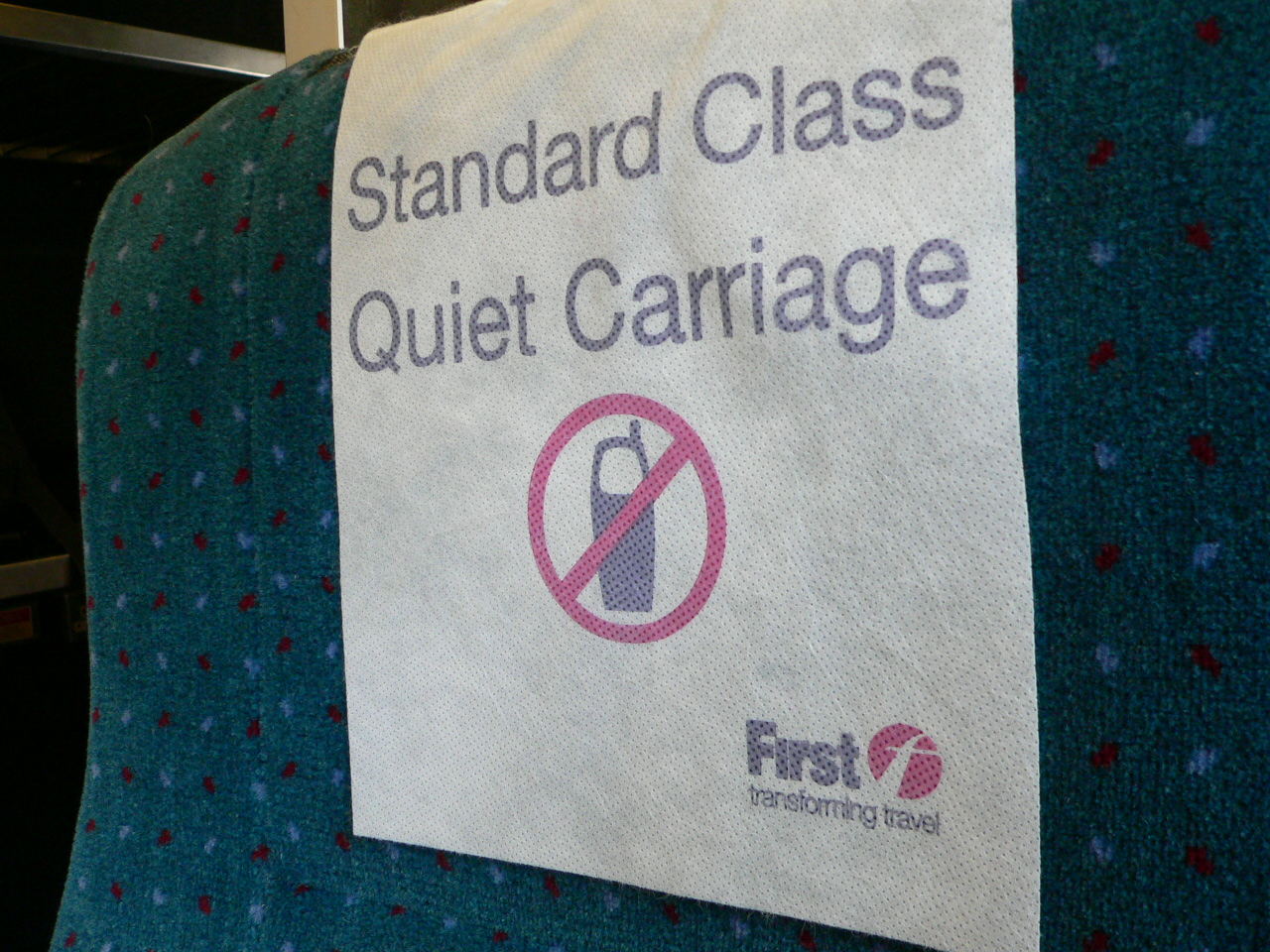
Antimacasar en el asiento de un tren británico

Un antimacasar es un pequeño tapete colocado en la parte superior del respaldo o los reposabrazos de sillones, butacas y sofás, para evitar que se ensucie la tapicería. 
El nombre proviene del aceite de Macasar, una loción capilar empleada en el siglo xix. La moda del cabello engrasado se generalizó tanto en la época victoriana como en la eduardiana que las amas de casa comenzaron a cubrir los brazos y respaldos de sillones y butacas con telas lavables para evitar que se ensuciaran las tapicerías. Alrededor de 1850, estos comenzaron a conocerse como antimacasares. Y desde 1865 también se empezaron a colocar en las butacas de los teatros.
Llegaron a tener diseños elaborados, incluso haciendo juego con partes de la tapicería o del mobiliario del salón. Se realizaban en casa o se compraban, utilizándose las técnicas de ganchillo o frivolité. Los primeros tapetes eran de ganchillo, blancos y rígidos, pero posteriormente se empezaron a confeccionar con tejidos bordados en lanas o sedas. Con la llegada del siglo xx dejaron de utilizarse.
Los antimacasares confeccionados en tela se emplean también en los respaldos de los asientos de los vehículos comerciales de transporte de viajeros, como trenes, autobuses y aviones.